# Keith Vaughan

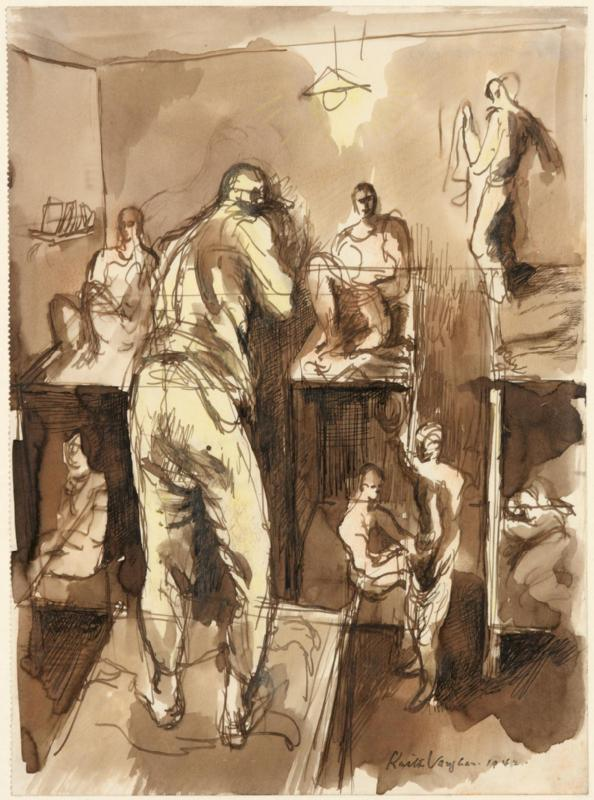
A Barrack-room (1942) per Keith Vaughan

John Keith Vaughan (Selsey, 23 d'agost de 1912 – Londres, 4 de novembre de 1977) va ser un pintor britànic. Vaughan va estudiar a l'escola Christ's Hospital. Va treballar en una agència de publicitat fins a l'esclat de la Segona Guerra Mundial, quan com a objector de consciència es va incorporar a l'Ambulància de Sant Joan; el 1941 va ser reclutat pel Cos No Combatent. Vaughan va ser autodidacta com a artista. Les seves primeres exposicions van tenir lloc durant la guerra. En 1942 va ser destinat a Ashton Gifford, a prop de Codford (Wiltshire), i entre les pintures d'aquesta època destacava The Wall at Ashton Gifford (Galeria d'Art de Manchester).
També durant la guerra, Vaughan es va fer amic dels pintors Graham Sutherland i John Minton, amb qui va compartir locals després de la desmobilització de 1946. A través d'aquests contactes, va formar part del cercle neoromàntic de la postguerra immediata. No obstant això, Vaughan va desenvolupar ràpidament un estil idiosincràtic que el va allunyar dels neoromàntics. Concentrant-se en els estudis de les figures masculines, les seves obres es van fer cada vegada més abstractes.
Vaughan va treballar com a professor d'art al Camberwell College of Arts, al Central School of Art i més tard a l'Escola Slade. Vaughan és també conegut per les seves diaris, dels quals es va publicar un recull el 1966 i més àmpliament el 1989, després de la seva mort. A través d'aquests diaris, es coneix en gran manera que era un home gai preocupat per la seva sexualitat. Se li va diagnosticar càncer el 1975 i es va suïcidar el 1977 a Londres. Va escriure en el seu diari els últims moments i com feia efecte la sobredosi de drogues.
El 2012 es va celebrar el centenari del naixement de Keith Vaughan amb una exposició a la Pallant House Gallery de Chichester, sota el títol Keith Vaughan: Romanticism to Abstraction. La subhasta rècord d'una obra seva es va celebrar l'11 de novembre de 2009 a Sotheby's (Londres), on es van pagar 313.250 £ per a l'oli sobre llenç Theseus and the Minotaur, anteriorment en la col·lecció de Richard Attenborough, que l'havia comprat el 1967.